# 덴마크인
덴마크인(덴마크어: danskere)은 덴마크 국적(시민권자)을 가진 사람들 및 덴마크어를 사용하는 노르드계의 고대 데인족의 후손인 덴마크 민족을 가리킨다.

## 같이 보기
- 덴마크의 인구
- 덴마크의 역사